# Naissance en 1072
Naissance
- 1068
- 1069
- 1070
- 1071
- 1072
- 1073
- 1074
- 1075
- 1076

Cette page dresse une liste de personnalités nées au cours de l'année 1072 :
- Agnès de Franconie, duchesse consort de Souabe.
- Ermengarde d'Anjou, duchesse consort de Bretagne et d'Aquitaine.
- Từ Đạo Hạnh (en), moine vietnamien.

date incertaine (vers 1072)
- Welf II de Bavière, duc de Bavière et marquis de Toscane.

## Crédit d'auteurs
- Cet article est partiellement ou en totalité issu de l'article intitulé « 1072 » (voir la liste des auteurs).